# Palazzo Ruffo di Castelcicala alla Sanità

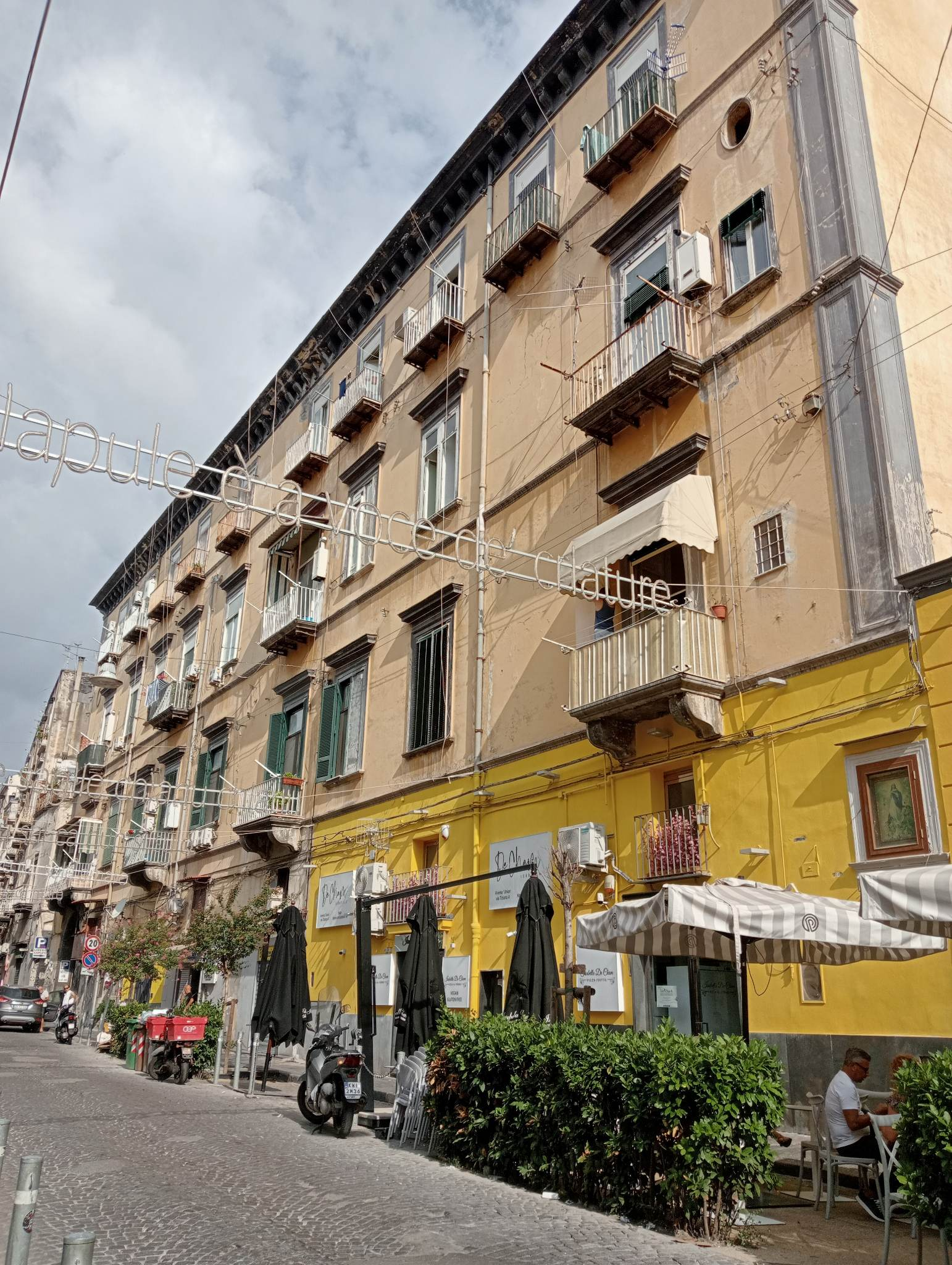
Palazzo Ruffo di Castelcicala alla Sanità in Neapel: Fassade zur Via Arena alla Sanità.

Der Palazzo Ruffo di Castelcicala alla Sanità ist ein Palast aus dem 18. Jahrhundert im Viertel Stella in Neapel in der italienischen Region Kampanien. Er liegt in der Via Arena della Sanità, 21.

## Geschichte
Der Palast wurde im Auftrag von Paolo Ruffo, dem ersten Herzog von Castelcicala, (1696–1768) auf der Nordseite des Gartens des benachbarten Palazzo Traetto errichtet. Nach dem Tod des Auftraggebers erbte dessen Sohn, Fabrizio (1763–1832), den Palast und ließ ihn gegen Ende des 18. Jahrhunderts unter der Leitung von Pompeo Schiantarelli erweitern und umbauen (was man z. B. an der großen Treppe sieht). In den ersten Jahrzehnten des 19. Jahrhunderts besaß der Palast auch eine mit Fresken verzierte Galerie, aber später wurde er in ein Nonnenkloster mit kleiner Kirche im Inneren umgebaut und verfiel zusehends. Gegen Ende des 19. Jahrhunderts starb die Familie Ruffo di Castelcicala aus; letztes Familienmitglied war Albina (1861–?), die 1896 den Herzog Diego de Gregorio di Sant’Elia heiratete. Somit fiel der Palast als Mitgift an die letztgenannte Familie.